# Anopheles calderoni
Anopheles calderoni este o specie de țânțari din genul Anopheles, descrisă de Wilkerson în anul 1991.
Este endemică în Peru. Conform Catalogue of Life specia Anopheles calderoni nu are subspecii cunoscute.